# Golambanua I
Golambanua I is een bestuurslaag in het regentschap Nias Selatan van de provincie Noord-Sumatra, Indonesië. Golambanua I telt 764 inwoners (volkstelling 2010).